# 蔡昌
蔡昌（1877年11月2日—1951年7月13日），大新百貨創辦人。

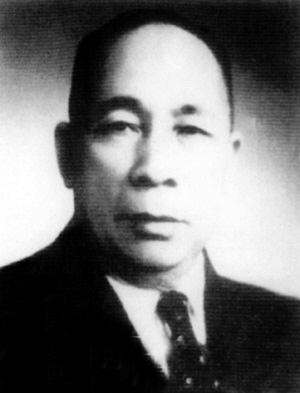
蔡昌

蔡昌生於廣東省香山縣金鼎鎮外沙村（今珠海市內），其兄蔡興為香港先施百貨的股東，故赴香港投靠。1912年，蔡昌得到蔡興幫助而自立門戶，以四百萬港元在中環德輔道中創辦大新百貨，1916年，蔡昌將大新業務擴充至廣州市，更於1936年進軍上海市。
蔡昌在香港出任東華三院主席及保良局首席總理。
1951年7月13日，蔡昌因盲腸炎在香港去世，安葬香港華人基督教聯會薄扶林道墳場。